# Saint-Martin-des-Entrées
Saint-Martin-des-Entrées ist eine französische Gemeinde mit 760 Einwohnern (Stand: 1. Januar 2022) im Département Calvados in der Region Normandie; sie gehört zum Arrondissement Bayeux und zum Kanton Bayeux. Die Einwohner werden Saint-Martinais genannt.

## Geographie
Saint-Martin-des-Entrées liegt etwa 24 Kilometer westnordwestlich von Caen. Die Atlantikküste befindet sich in acht Kilometer Entfernung nördlicher Richtung. Umgeben wird Saint-Martin-des-Entrées von den Nachbargemeinden Saint-Vigor-le-Grand im Norden, Esquay-sur-Seulles im Nordosten, Vaux-sur-Seulles im Osten, Nonant im Süden und Südosten, Monceaux-en-Bessin im Westen und Südwesten sowie Bayeux im Nordwesten.

## Bevölkerungsentwicklung
| Jahr                      | 1962 | 1968 | 1975 | 1982 | 1990 | 1999 | 2006 | 2012 |
| Einwohner                 | 317  | 291  | 313  | 458  | 487  | 500  | 475  | 647  |
| Quelle: Cassini und INSEE |      |      |      |      |      |      |      |      |

## Sehenswürdigkeiten
- Kirche Saint-Martin aus dem 19. Jahrhundert
- Schloss Damigny aus dem 19. Jahrhundert mit Wehrturm aus dem 15. Jahrhundert
- Guts- und Herrenhaus Bussy aus dem 15. Jahrhundert

## Persönlichkeiten
- Georg Felix von Wimpffen (1744–1814), General, hier mit seiner Frau bestattet